# Имян-Купер
Имян-Купер (баш. Имәнкүпер) — село в Туймазинском районе Башкортостана, входит в состав Чукадыбашевского сельсовета.

## Население
| 2002 | 2009 | 2010 |
| ---- | ---- | ---- |
| 166  | ↘139 | ↘123 |

## Географическое положение
Расстояние до:
- районного центра (Туймазы): 57 км,
- центра сельсовета (Алексеевка): 3 км,
- ближайшей ж/д станции (Кандры): 33 км.

## Известные уроженцы
- Халиуллин, Айрат Насибуллович (16 мая 1934 — 12 июля 2000) — бригадир механизированной колонны строительного управления № 3 треста «Востокнефтепроводстрой», Герой Социалистического Труда (1964)[4].